# U Aquilae
 U Aquilae är en pulserande variabel  av Delta Cephei-typ (DCEP) i stjärnbilden Örnen.
Stjärnan varierar mellan visuell magnitud +6,08 och 6,86 med en period av 7,02411 dygn.